# Copa del Generalísimo de baloncesto 1971
La Copa del Generalísimo de baloncesto 1971 fue la número 35.º, donde su final se disputó en el Pabellón de Deportes de Vitoria de Vitoria el 23 de abril de 1971.

## Octavos de final
Los partidos de ida se jugaron el 14 de marzo y los de vuelta el 21 de marzo.
| Equipo 1               | Agr.    | Equipo 2       | Ida    | Vuelta |
| ---------------------- | ------- | -------------- | ------ | ------ |
| Real Madrid CF         | Exento  |                |        |        |
| Club Juventud Badalona | Exento  |                |        |        |
| Club Vallehermoso OJE  | Exento  |                |        |        |
| UDR Pineda             | Exento  |                |        |        |
| Picadero JC            | 167–109 | RC Náutico     | 102–59 | 65–50  |
| CB Breogán             | 131–153 | SD Kas         | 86–80  | 45–73  |
| CD Manresa             | 164–142 | CB Estudiantes | 81–58  | 83–84  |
| CP San José Irpen      | 151–192 | CF Barcelona   | 65–83  | 86–109 |

## Cuartos de final
Los partidos de ida se jugaron el 28 de marzo y los de vuelta el 4 de abril.
| Equipo 1              | Agr.    | Equipo 2               | Ida    | Vuelta |
| --------------------- | ------- | ---------------------- | ------ | ------ |
| Picadero JC           | 145–121 | SD Kas                 | 75–47  | 70–74  |
| Club Vallehermoso OJE | 130–202 | Club Juventud Badalona | 74–101 | 56–101 |
| CD Manresa            | 159–138 | UDR Pineda             | 89–51  | 70–87  |
| Real Madrid CF        | 138–122 | CF Barcelona           | 88–62  | 50–60  |

## Semifinales
Los partidos de ida se jugaron el 11 de abril y los de vuelta el 18 de abril.
| Equipo 1    | Agr.    | Equipo 2               | Ida   | Vuelta |
| ----------- | ------- | ---------------------- | ----- | ------ |
| Picadero JC | 139–157 | Club Juventud Badalona | 63–70 | 76–87  |
| CD Manresa  | 149–186 | Real Madrid CF         | 71–70 | 78–116 |

## Final
| 23 de abril de 1971, 19:00 | Club Juventud Badalona                 | 63–72                              | Real Madrid CF                     | |  |
| 19:00 GTM+1                | Marcador por tiempos: 30–34, 33–38     | Marcador por tiempos: 30–34, 33–38 | Marcador por tiempos: 30–34, 33–38 | |  |
|                            | Estadísticas Luis Miguel Santillana 18 | Pts                                | Estadísticas Clifford Luyk 18      | Pabellón: Pabellón de Deportes de Vitoria, Vitoria Asistencia: 4.000 espectadores Árbitros: Ángel Sanhca Jaime Nicolau |  |

| Campeón de la Copa del Generalísimo 1971 |
| ---------------------------------------- |
| Real Madrid 13.º título                  |